# Skate America de 1990
O Skate America de 1990 foi a nona edição do Skate America, um evento anual de patinação artística no gelo organizado pela Associação dos Estados Unidos de Patinação Artística (em inglês:  United States Figure Skating Association). A competição foi disputada na cidade de Buffalo, Nova Iorque, Estados Unidos.

## Eventos
- Individual masculino
- Individual feminino
- Duplas
- Dança no gelo

## Medalhistas
| Evento                        | Ouro                                              | Prata                                             | Bronze                                                |
| Individual masculino detalhes | Viktor Petrenko · União Soviética                 | Christopher Bowman · Estados Unidos               | Todd Eldredge · Estados Unidos                        |
| Individual feminino detalhes  | Kristi Yamaguchi · Estados Unidos                 | Midori Ito · Japão                                | Tonia Kwiatkowski · Estados Unidos                    |
| Duplas detalhes               | Marina Eltsova · Andrei Bushkov · União Soviética | Radka Kovaříková · René Novotný · Tchecoslováquia | Mandy Wötzel · Axel Rauschenbach · Alemanha           |
| Dança no gelo detalhes        | Stefania Calegari · Pasquale Camerlengo · Itália  | Isabelle Sarech · Xavier Debernis · França        | Illona Melnichenko · Gennadi Kaskov · União Soviética |

## Resultados

### Individual masculino
| Pos.              | Nome                   | Nacionalidade   |
| ----------------- | ---------------------- | --------------- |
| Medalha de ouro   | Viktor Petrenko        | União Soviética |
| Medalha de prata  | Christopher Bowman     | Estados Unidos  |
| Medalha de bronze | Todd Eldredge          | Estados Unidos  |
| 4                 | Viacheslav Zagorodniuk | União Soviética |
| 5                 | Craig Heath            | Estados Unidos  |
| 6                 | Philippe Candeloro     | França          |
| 7                 | Patrick Brault         | Canadá          |
| 8                 | Elvis Stojko           | Canadá          |
| 9                 | Ralph Burghart         | Áustria         |
| 10                | Sung Il Jung           | Coreia do Sul   |
| 11                | Alessandro Riccitelli  | Itália          |
| 12                | Steven Cousins         | Reino Unido     |
| 13                | Cameron Medhurst       | Austrália       |
| 14                | Oliver Höner           | Suíça           |
| 15                | Mitsuhiro Murata       | Japão           |

### Individual feminino
| Pos.              | Nome              | Nacionalidade   |
| ----------------- | ----------------- | --------------- |
| Medalha de ouro   | Kristi Yamaguchi  | Estados Unidos  |
| Medalha de prata  | Midori Ito        | Japão           |
| Medalha de bronze | Tonia Kwiatkowski | Estados Unidos  |
| 4                 | Patricia Neske    | Alemanha        |
| 5                 | Surya Bonaly      | França          |
| 6                 | Jeri Campbell     | Estados Unidos  |
| 7                 | Olga Markova      | União Soviética |
| 8                 | Karen Preston     | Canadá          |
| 9                 | Evelyn Großmann   | Alemanha        |
| 10                | Margot Bion       | Canadá          |
| 11                | Carola Wolff      | Alemanha        |
| 12                | Suzanne Otterson  | Reino Unido     |
| 13                | Beatrice Gelmini  | Itália          |
| 14                | Diana Marcos      | México          |

### Duplas
| Pos.              | Nome                                 | Nacionalidade   |
| ----------------- | ------------------------------------ | --------------- |
| Medalha de ouro   | Marina Eltsova / Andrei Bushkov      | União Soviética |
| Medalha de prata  | Radka Kovaříková / René Novotný      | Tchecoslováquia |
| Medalha de bronze | Mandy Wötzel / Axel Rauschenbach     | Alemanha        |
| 4                 | Natasha Kuchiki / Todd Sand          | Estados Unidos  |
| 5                 | Stacey Ball / Jean-Michel Bombardier | Canadá          |
| 6                 |                                      |                 |
| 7                 | Calla Urbanski / Rocky Marval        | Estados Unidos  |
| 8                 |                                      |                 |
| 9                 | Patricia MacNeil / Cory Watson       | Canadá          |
| 10                | Angela Deneweth / John Denton        | Estados Unidos  |

### Dança no gelo
| Pos.              | Nome                                    | Nacionalidade   |
| ----------------- | --------------------------------------- | --------------- |
| Medalha de ouro   | Stefania Calegari / Pasquale Camerlengo | Itália          |
| Medalha de prata  | Isabelle Sarech / Xavier Debernis       | França          |
| Medalha de bronze | Illona Melnichenko / Gennadi Kaskov     | União Soviética |
| 4                 | Ivana Strondalova / Milan Brzy          | Tchecoslováquia |
| 5                 | Małgorzata Grajcar / Andrzej Dostatni   | Polônia         |
| 6                 | Jeanne Miley / Michael Verlich          | Estados Unidos  |
| 7                 | Regina Woodward / Csaba Szentpéteri     | Hungria         |
| 8                 | Penny Mann / Juan Carlos Noria          | Canadá          |
| 9                 | Isabelle Labossiere / Mitchell Gould    | Canadá          |
| 10                | Amy Webster / Leif Erickson             | Estados Unidos  |
| 11                | Wendy Millette / J Curtis               | Estados Unidos  |

## Quadro de medalhas
| Ordem | País            | Medalha de ouro | Medalha de prata | Medalha de bronze |    | Ordem por total |
| ----- | --------------- | --------------- | ---------------- | ----------------- | -- | --------------- |
| 1     | União Soviética | 2               |                  | 1                 | 3  | 2               |
| 2     | Estados Unidos  | 1               | 1                | 2                 | 4  | 1               |
| 3     | Itália          | 1               |                  |                   | 1  | 3               |
| 4     | França          |                 | 1                |                   | 1  | 3               |
| 4     | Japão           |                 | 1                |                   | 1  | 3               |
| 4     | Tchecoslováquia |                 | 1                |                   | 1  | 3               |
| 7     | Alemanha        |                 |                  | 1                 | 1  | 3               |
| TOTAL | TOTAL           | 4               | 4                | 4                 | 12 | —               |